# Serjania equestris
Serjania equestris är en kinesträdsväxtart som beskrevs av James Macfadyen. Serjania equestris ingår i släktet Serjania och familjen kinesträdsväxter. Inga underarter finns listade i Catalogue of Life.